# Horst Floth
Horst Floth (ur. 24 lipca 1934 w Karlsbadzie, zm. 5 października 2005 w Feldafing) – niemiecki bobsleista (pilot boba). Dwukrotny medalista olimpijski.
Reprezentował barwy RFN. Najczęściej startował w parze z Pepim Baderem. Razem brali udział w IO 68 i IO 72, na obu zdobywali srebrne medale. W 1968 mieli łączny czas przejazdu identyczny jak zwycięzcy, Włosi Eugenio Monti i Luciano De Paolis, jednak sędziowie przyznali zwycięstwo ich przeciwnikom, którzy mieli lepszy czas najszybszego ślizgu. W 1970 roku zostali mistrzami świata.